# Grammica chinensis
Grammica chinensis là một loài thực vật có hoa trong họ Bìm bìm. Loài này được (Lam.) HadaÄ & Chrtek mô tả khoa học đầu tiên năm 1970.